# Telipogon barbozae
Telipogon barbozae är en orkidéart som först beskrevs av John T. Atwood och Robert Louis Dressler, och fick sitt nu gällande namn av Norris Hagan Williams och Robert Louis Dressler. Telipogon barbozae ingår i släktet Telipogon och familjen orkidéer.
Artens utbredningsområde är Costa Rica. Inga underarter finns listade i Catalogue of Life.